# Milan (Missouri)
Milan település az Amerikai Egyesült Államok Missouri államában, Sullivan megyében, melynek megyeszékhelye is. Lakosainak száma 1819 fő (2020. április 1.).

## Népesség
A település népességének változása:

| 2010 | 1 960 |
| 2020 | 1 819 |